# Новосады (Брестский район)
Новоса́ды (бел. Навасады) — деревня в Брестском районе Брестской области Белоруссии. Входит в состав Домачевского сельсовета.
Население — 25 человек (2023).

## География
Деревня расположена на юго-западе Брестского района, у его границы с Украиной, к северу от деревни Гута и востоку от деревни Черск. На востоке деревню пересекает Новосадский канал, вытекающий в приток Западного Буга — реку Копаювку. Находится в 14 км по автодорогам к юго-западу от Домачева и в 58 км по автодорогам к югу от центра Бреста.

## История
В XIX веке — деревня в Брестском уезде Гродненской губернии. В 1868 году в составе имения Мутвицы Олтушской волости, владельцем которого с 1892 года был Д. Лобачёв, прославившийся жестоким отношением к своим крестьянам.
После Рижского мирного договора 1921 года — в составе гмины Олтуши Брестского повята Полесского воеводства Польши, 19 дворов. С 1939 года — в составе БССР, в 1941 году — 38 дворов, почти все из которых были вскоре сожжены гитлеровцами, которые также убили 7 жителей деревни.

## Население
Численность населения на 1 января 2023 года — 25 человек, 20 хозяйств.

Население — 35 человек (2019).